# Internationaux de Strasbourg 2018
L'Internationaux de Strasbourg 2018 è stato un torneo femminile di tennis giocato sulla terra rossa. È stata la 32ª edizione del torneo che fa parte della categoria International nell'ambito del WTA Tour 2018. Si è giocato al Tennis-Club de Strasbourg di Strasburgo in Francia dal 21 al 27 maggio 2018.

## Partecipanti
| Nazionalità   | Giocatrice               | Ranking* | Testa di serie |
| ------------- | ------------------------ | -------- | -------------- |
| Australia     | Ashleigh Barty           | 18       | 1              |
| Australia     | Daria Gavrilova          | 24       | 2              |
| Russia        | Anastasija Pavljučenkova | 29       | 3              |
| Romania       | Mihaela Buzărnescu       | 33       | 4              |
| Slovacchia    | Dominika Cibulková       | 34       | 5              |
| Ungheria      | Tímea Babos              | 38       | 6              |
| Stati Uniti   | Danielle Collins         | 47       | 7              |
| Taipei cinese | Hsieh Su-wei             | 50       | 8              |

- Ranking al 14 maggio 2018.

### Altre partecipanti
Le seguenti giocatrici hanno ricevuto una wild card per il tabellone principale:
- Dominika Cibulková
- Fiona Ferro
- Lucie Šafářová

La seguente giocatrice ha avuto accesso al tabellone principale grazie al ranking protetto:
- Réka Luca Jani

Le seguenti giocatrici sono passate dalle qualificazioni:

- Kaia Kanepi
- Marina Melnikova
- Tereza Mrdeža
- Chloé Paquet
- Katarzyna Piter
- Camilla Rosatello

Le seguenti giocatrici sono entrate in tabellone come lucky loser:
- Luksika Kumkhum
- Elena Rybakina

## Campionesse

### Singolare
Anastasija Pavljučenkova ha sconfitto in finale  Dominika Cibulková col (5)–7, 7–6(3), 7–6(6).
- È il dodicesimo titolo in carriera per Pavljučenkova, primo della stagione.

### Doppio
Mihaela Buzărnescu /  Ioana Raluca Olaru hanno sconfitto in finale  Nadežda Kičenok /  Anastasija Rodionova col punteggio di 7-5, 7-5.